# Adenoglossa
Adenoglossa, monotipski biljni rod iz porodice glavočika, smješten u subtribus Athanasiinae, dio tribusa Anthemideae. Jedina vrsta je jednogodišnja raslinja A. decurrens, endem iz Južnoafričke Republike

## Sinonimi
- Chrysanthemum decurrens Hutch.